# Mahala (nome)
Mahala  è un nome proprio di persona inglese femminile.

## Varianti
- Femminili: Mahalia[1]

## Origine e diffusione

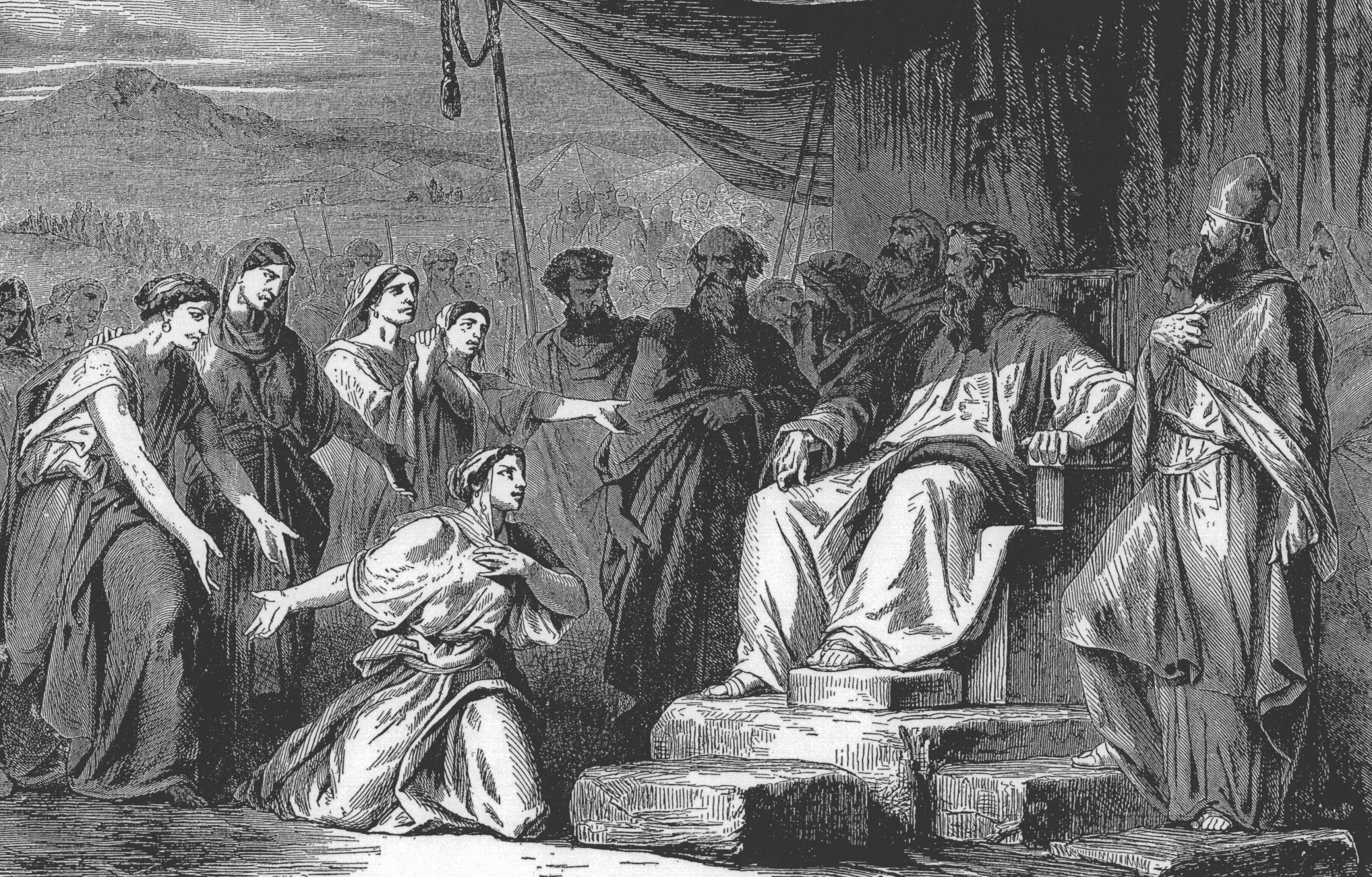
Mahlah e le altre figlie di Zelofcad in un'illustrazione biblica

È un nome in uso negli ambienti cristiani inglesi sin dalla Riforma Protestante. Può essere un derivato tanto di Mahalah quanto di מָחֲלַת (Mahalath):
- Mahalah è una variante di מַחְלָה (Mahlah) usata nell'Antico Testamento della Bibbia di re Giacomo[2][3];  מַחְלָה (Mahlah, Machlah) è un nome ebraico sia maschile che femminile dall'etimologia dubbia[2][4]; significa forse "debole", "ammalato"[4], "malattia"[2] oppure anche "canto", "canzone"[2]. In quest'ultimo caso ha significato analogo ai nomi Daina, Doina e Melody.
È portato da due personaggi nell'Antico Testamento: una delle figlie di Zelofcad, le quali ottennero l'eredità dal padre (Nu 26:33; 27:1[5]), e una figlia di Ammolechet (1Cr 7:17-18[6])[2]. Nelle versioni greche della Bibbia è passato come Μααλα (Maala), e di lì in latino come Maala[4]; in italiano, a seconda delle versioni, si ritrova come Mahlah, Macla o Mala.
- מָחֲלַת (Mahalath, Machalat) è un nome ebraico femminile[7]; poiché appare nelle istruzioni di alcuni salmi, lo si è spesso considerato un'indicazione relativa a uno strumento musicale[8], come la lira[7]; ad esempio, la traduzione CEI dei Salmi lo traduce con "Per strumenti a corda" (Sl 53[9]). Oltre a questo uso, anch'esso è portato da alcune figure dell'Antico Testamento, in particolare da un'ismailita moglie di Esaù (Gn 28:9[10])[7][8]. Nelle versioni greche delle Scritture è presente nella forma Μαελεθ (Maeleth), in quelle latine Maeleth[7], in quelle italiane Macalat, Maalat o Mahalath.

## Onomastico
Si tratta di un nome adespota, ovvero che non è portato da alcuna santa, quindi l'onomastico viene festeggiato il 1º novembre, giorno di Ognissanti.

## Persone

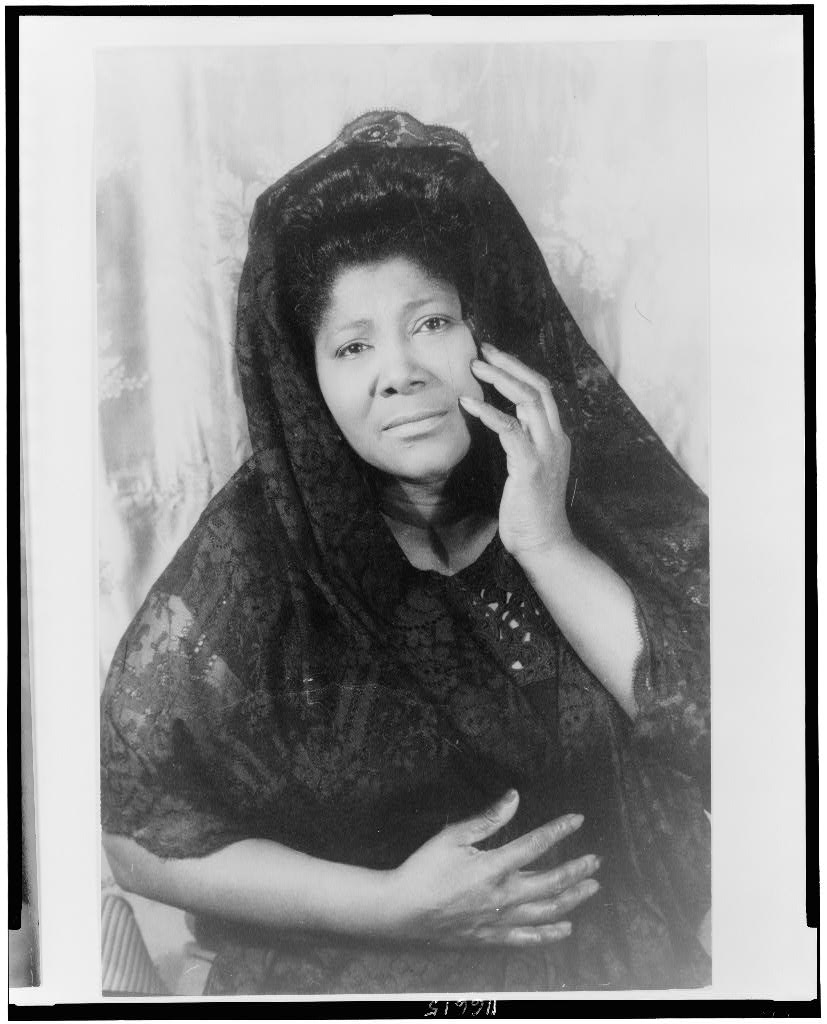
Mahalia Jackson

### Variante Mahalia
- Mahalia Burkmar, cantante britannica
- Mahalia Jackson, cantante statunitense